# District de Suzak
Le district de Suzak (en kirghize (langue) : Сузак району) est un raion de la province de Jalal-Abad dans l'ouest du Kirghizistan. Son chef-lieu est la ville de Suzak. Il a été créé en 1928. Sa superficie est de 3 019 km2, et 241 198 personnes y résidaient en 2009.

## Communautés rurales et villages
Le district de Suzak est constitué de la ville de Kökjanggak et 13 communautés rurales, chacune regroupant un ou plusieurs villages (aiyl okmotu), :
1. Kurmanbek (villages Taran-Bazar, et les villages Joon-Kungoy, Kalmak-Kyrchyn, Kanjyga, Kara-Cholok, Sary-Bulak, Saty, and Urumbash)
2. Barpy (villages Komsomol, et les villages Achy, Boz-Chychkan, Besh-Moynok, Jany-Aiyl, Jar-Kyshtak, Debey, Kandy, Min-Oryuk, Markay, Prigorodnyi, Say, Töölös, Tashtak, Tyurk-Maala, Ul'gyu, Chenget-Say, Cheke-Debe, Chokmor)
3. Kara-Alma (villages Kara-Alma (centre), Ortok et Urumbash)
4. Kara-Darya (villages Aral (centre), Tesh et Changyr-Tash)
5. Kegart (villages Mikhaylovka (centre), Komsomol, Podgornoe et Uch-Malay)
6. Kyz-Kel (villages Karamart (centre), Ak-Bulak, Ak-Took, Jany-Aryk, Jylan-Temir, Kadu, Kara-Bulak, Katranky, Kashka-Terek, Kyz-Köl, Kyzyl-Kiyaet Sary-Bulak)
7. Kyzyl-Tuu (villages Boston (centre), Ak-Bulak, Ak-Terek, Akchaluu, Almaluu-Bulak, Kara-Ingen, Kara-Kel, Kyzyl-Sengyr, Orto-Asia, Soku-Tash, Ak-Bash, Shatrak, Jany-Achy, Kashka-Suu, Jashasyn-2, Alchaluu, Kyzyl-Alma, Talaa-Bulak, Tashtak et Munduz)
8. Lenin  (villages Leninskoe (centre), Gavrilovka, Imeni Frunze)
9. Bagysh (villages Oktyabr' (centre), Bagysh, Besh-Bala, Kedey-Aryk, Kyzyl-Tuu, Sary-Bulak et Safarovka)
10. Saypidin-Atabek (villages Bek-Abad (centre), Balta-Kazy, Boston, Jany-Jer, Jiyde, Kaynar, Kara-Jygach, Kashkar-Maala, Kyzyl-Bagysh, Kyrgyz-Abad, Munduz, Nayman, Tash-Bulak, Tyurk-Abad, Uzbek-Abad, Chek et Shirin)
11. Suzak (villages Suzak (centre), Aral, Blagoveshchenka, Jangy-Dyykan, Dostuk, Kamysh-Bashi, Kyr-Jol et Sadda)
12. Tash-Bulak (villages Tash-Bulak (centre), Aral, Gulstan, Dimitrovka, Doskana et Eshme)
13. Yrys (villages Kümüsh-Aziz (centre), Aral-Say, Jar-Kyshtak, Demer, Kaynar, Kurgak-Kel, Kyr-Jol, Ladan-Kara, Masadan, Sasyk-Bulak, Totiya, Chymchyk-Jar et Yrys)

## Personnalités notables
- Barpy Alykulov, akyn (1884-1949)